# Peter Snell

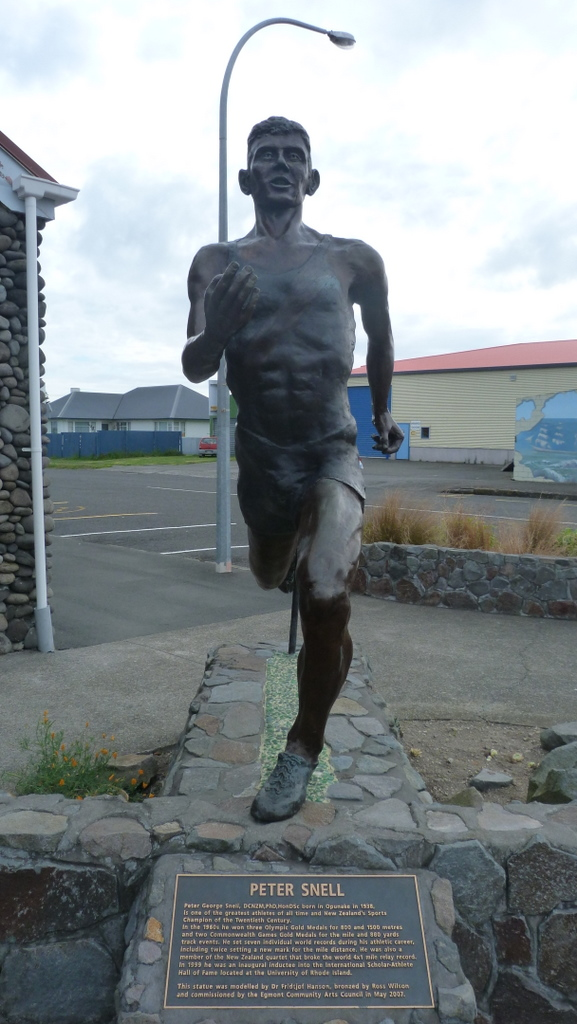
Statue von Peter Snell (Foto: 2012)

Sir Peter George Snell, KNZM, OBE (* 17. Dezember 1938 in Ōpunake, Neuseeland; † 12. Dezember 2019 in Dallas, Texas, Vereinigte Staaten) war ein neuseeländischer Leichtathlet.

## Karriere
Snell war in seiner Jugend ein vielseitiger Sportler, der im Rugby, Cricket, Tennis (Teilnehmer an den Jugendmeisterschaften Neuseelands), Badminton und Golf erfolgreich war. Mit 19 konzentrierte er sich auf Leichtathletik und schon drei Jahre später gewann er bei den Olympischen Spielen 1960 in Rom die Goldmedaille im 800-Meter-Lauf. 1964 in Tokio siegte er sowohl über 800 Meter als auch im 1500-Meter-Lauf, was bis dahin nur Albert Hill bei den Olympischen Spielen 1920 in Antwerpen gelungen war. 1962 lief er binnen einer Woche Weltrekord über eine Meile und im 800-Meter-Lauf. Neben diesen Erfolgen siegte er auch zweimal bei den British Empire and Commonwealth Games. Aufgrund der Periodisierung nach Lydiard erreichte er zweimal im Jahr jeweils für eine relativ kurze, gut planbare Zeit Hochform und nutzte diese gekonnt für bedeutende Siege und Rekorde. Nach seiner Sportlerkarriere wurde Peter Snell Sportmediziner. Snells Erfolge sind maßgeblich auf die Trainingsmethoden des Lauftrainers Arthur Lydiard zurückzuführen.
Im Juli 1965, mit 26 Jahren, beendete er überraschend seine leistungssportliche Karriere. Snell hatte für einen Tabakkonzern gearbeitet, war aber meist für Training und Wettkampf freigestellt gewesen. 1971 siedelte er in die USA über, studierte human performance (menschliche Leistungsfähigkeit) an der University of California, Davis (B.S.) und promovierte (Ph.D.) in Sportphysiologie (exercise physiology) an der Washington State University. Er wurde vom Texas Southwestern Medical Center in Dallas 1981 angestellt und schon bald zum associate professor und Direktor des Human Performance Center befördert.
2003 gewann Snell in der Klasse Ü65 die amerikanischen Meisterschaften im Orientierungslauf. Zuletzt war Snell in Texas als Leistungsphysiologe tätig. Sein Spezialgebiet war die Behandlung von Kreislauf- und Herzbeschwerden. Er wandte zur Behandlung häufig Sport – insbesondere Jogging – als Methode an.
2009 wurde er geadelt. Sir Peter wurde 2012 in die IAAF Hall of Fame aufgenommen. Snell starb im Dezember 2019, wenige Tage vor seinem 81. Geburtstag.

## Weltrekorde und Weltbestleistungen
- 4 × 1 Meile (Staffel), 16:23,8 min
- 1 Meile, 3:54,4 min
- 1 Meile, 3:54,1 min
- 800 m, 1:44,3 min
- 880 yds, 1:45,1 min
- 880 yds (Halle), 1:49,9 min
- 1000 m, 2:16,6 min
- 1000 yds (Halle), 2:06 min